# Міністерство закордонних справ Іспанії
Міністерство закордонних справ, Європейського Союзу та співробітництва (MAEUEC) — це департамент Уряду Іспанії, відповідальний за планування, управління, виконання та оцінку зовнішньої політики країни та політики міжнародного співробітництва з метою розвитку, приділяючи особливу увагу тим, що стосуються Європейського Союзу та Іберо-Америки, а також за координацію та нагляд за всіма діями, що здійснюються в цих сферах іншими міністерствами та державними адміністраціями. Так само, воно відповідає за просування міжнародних економічних, культурних та наукових відносин, участь у розробці та застосуванні міграційної політики, сприяння транскордонному та міжтериторіальному співробітництву, захист іспанців за кордоном, а також підготовку, переговори та обробку міжнародних договорів, учасником яких є Іспанія.
Міністерство закордонних справ є загальнонаціональним відомством, яке здійснює нагляд за зовнішньою діяльністю іспанських регіонів та інших адміністрацій, а також за зовнішньою діяльністю конституційних органів. У цьому сенсі від Міністерства залежить Державна зовнішня служба — сукупність осіб, органів та установ, що мають компетенцію у закордонних справах. Зовнішня служба складається з понад 215 дипломатичних місій по всьому світу, включаючи посольства, консульства та інші установи. Не враховуючи 48 підрозділів співробітництва AECID та 87 центрів Інституту Сервантеса.
MAEUEC, створене у 1714 році, очолює міністр закордонних справ, якого призначає монарх за поданням прем'єр-міністра. Міністру допомагають п'ять головних посадових осіб: Державний секретар із закордонних справ, Державний секретар з питань Європейського Союзу, Державний секретар з міжнародного співробітництва, Державний секретар з питань Іберо-Америки та заступник міністра закордонних справ. Чинним міністром закордонних справ є пан Хосе Мануель Альбарес, колишній посол Іспанії у Франції.
Станом на 2019 рік Іспанія мала 215 дипломатичних представництв по всьому світу. З них 115 були посольствами, 89 консульствами та 11 іншими типами дипломатичних представництв, не враховуючи 48 підрозділів співробітництва AECID або 87 центрів Інституту Сервантеса.

## Історія

### Ранній період
Дипломатія народилася з першими національними державами, причому Іспанія є однією з найстаріших національних держав, що існують донині. Перші дипломатичні відносини Іспанії як єдиного утворення почали здійснюватися за Католицьких монархів, але були зміцнені Карлом I та Філіпом II через необхідність захисту інтересів Імперії.
Міжнародні відносини зародилися з Вестфальським миром у 1648 році, який, крім завершення Тридцятирічної війни, означав зміцнення національної держави як суверенної одиниці у своїх внутрішніх справах та з суверенітетом для ведення міжнародних відносин. Посли вже існували і поступово зміцнювали свої обов'язки, стаючи ключовими фігурами зовнішньої політики, контрольованої Короною.
На початку правління Філіпа V, у 1705 році, король створив посаду Першого державного секретаря, своєрідного прем'єр-міністра, якому були доручені закордонні справи, і маркіз де Грімальдо був призначений першим секретарем. Деякі вважають це початком Міністерства закордонних справ, але більшість вважає початковою датою 30 листопада 1714 року, оскільки цього дня король створив чотири конкретні секретаріати: Державний (закордонні справи), Юстиції, Війни та Флоту та Індій. Цього дня було створено і п'ятий орган, Veeduría General, відповідальний за фінанси та казначейство.

### Пізній період
Посада Першого державного секретаря залишалася незмінною до першої третини XIX століття. Після Наполеонівських війн міжнародні відносини змінилися, і так само змінилися зовнішні відносини Іспанії. У 1833 році посада була змінена і перейменована на Міністерство держави, а міністром став Франсіско Сеа Бермудес. З цією зміною Іспанія отримала інституцію, аналогічну тим, що існували в інших європейських націях, у якій працювали два нові органи: консульські посадові особи та дипломати, які зрештою об'єдналися у 1928 році.
Саме у 1928 році Міністерство держави об'єдналося з Офісом прем'єр-міністра, повертаючись до часів, коли Перший державний секретар був своєрідним прем'єром із обов'язками у закордонних справах. Це тривало лише два роки, оскільки у 1930 році відомства знову розділили.

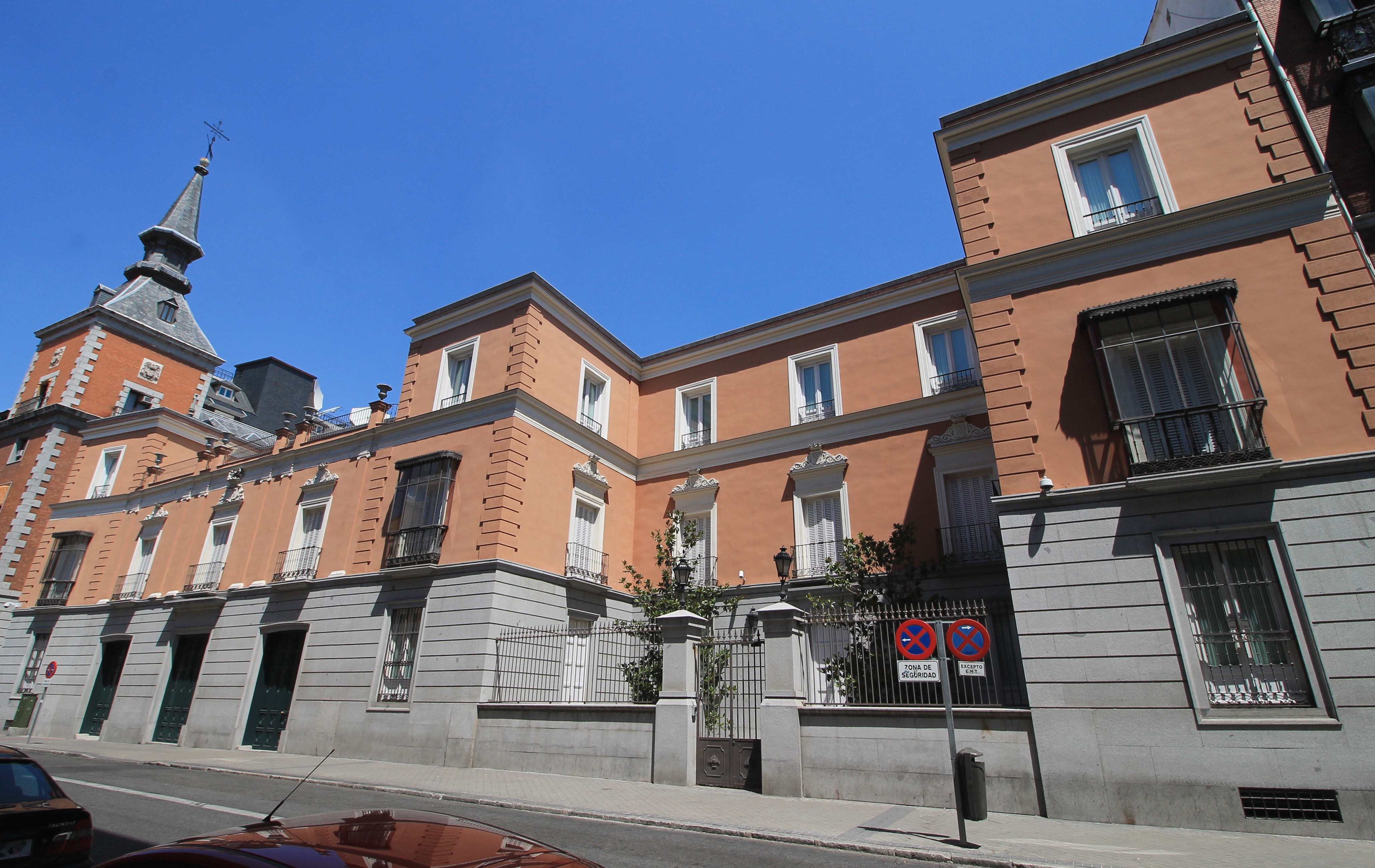
Палац Віана, офіційна резиденція міністра закордонних справ з 1939 року.

Незважаючи на постійну політичну нестабільність в Іспанії, міжнародні відносини та Міністерство залишалися стабільними, зазнавши найбільших змін у 1938 році, коли його було перейменовано на Міністерство закордонних справ і було встановлено поточну штаб-квартиру в Палаці Санта-Крус. Рік потому Палац Віана в Мадриді став офіційною резиденцією міністра закордонних справ, а у 1942 році було створено Дипломатичну школу. Під час переходу Іспанії до демократії Міністерство закордонних справ було фундаментальною інституцією, оскільки воно відповідало за передачу світові інформації про політичні зміни, які переживало іспанське суспільство, та за просування відносин з Іберо-Америкою та іншими пріоритетними регіонами для іспанської зовнішньої політики.
Іншою важливою роллю, яку Міністерство взяло на себе в цей період, було управління вступом до Європейської спільноти. Протягом короткого періоду 1979-1981 років відповідальність за закордонні справи була поділена між Міністерством закордонних справ та Міністерством у справах відносин з Європейськими спільнотами (яке в основному зосереджувалося на переговорах про вступ), а після 1981 року друге об'єдналося з першим міністерством як Державний секретаріат.
У 1988 році було створено Іспанське агентство з міжнародного співробітництва з метою розвитку (AECID), і в цьому сенсі у 2004 році Міністерство було перейменовано на «Міністерство закордонних справ та співробітництва» з метою підкреслення ролі Іспанії як країни, що прагне підтримувати найбільш знедолені народи через співробітництво з метою розвитку. У 2000 році штаб-квартира переїхала до будівлі площею 50 455 квадратних метрів у Мадриді, але через екологічні та технічні проблеми у 2004–2005 роках повернулася до Палацу Санта-Крус.
У 2016 році уряд схвалив реконструкцію старої штаб-квартири Міністерства, і переїзд планувався на початок 2020 року. Наразі співробітники відомства працюють у двох будівлях: центральній штаб-квартирі в Палаці Санта-Крус та в вежах Агора, двох орендованих вежах на півночі Мадрида.
Остання зміна відбулася у 2018 році, коли міністерство стало «Міністерством закордонних справ, Європейського Союзу та співробітництва», таким чином підкреслюючи європеїстську спрямованість Іспанії та першочергову важливість, яку іспанська зовнішня політика надає Європейському Союзу через це міністерство.
У січні 2022 року міністерство відкрило свою нову головну штаб-квартиру на площі Маркіза де Саламанка.

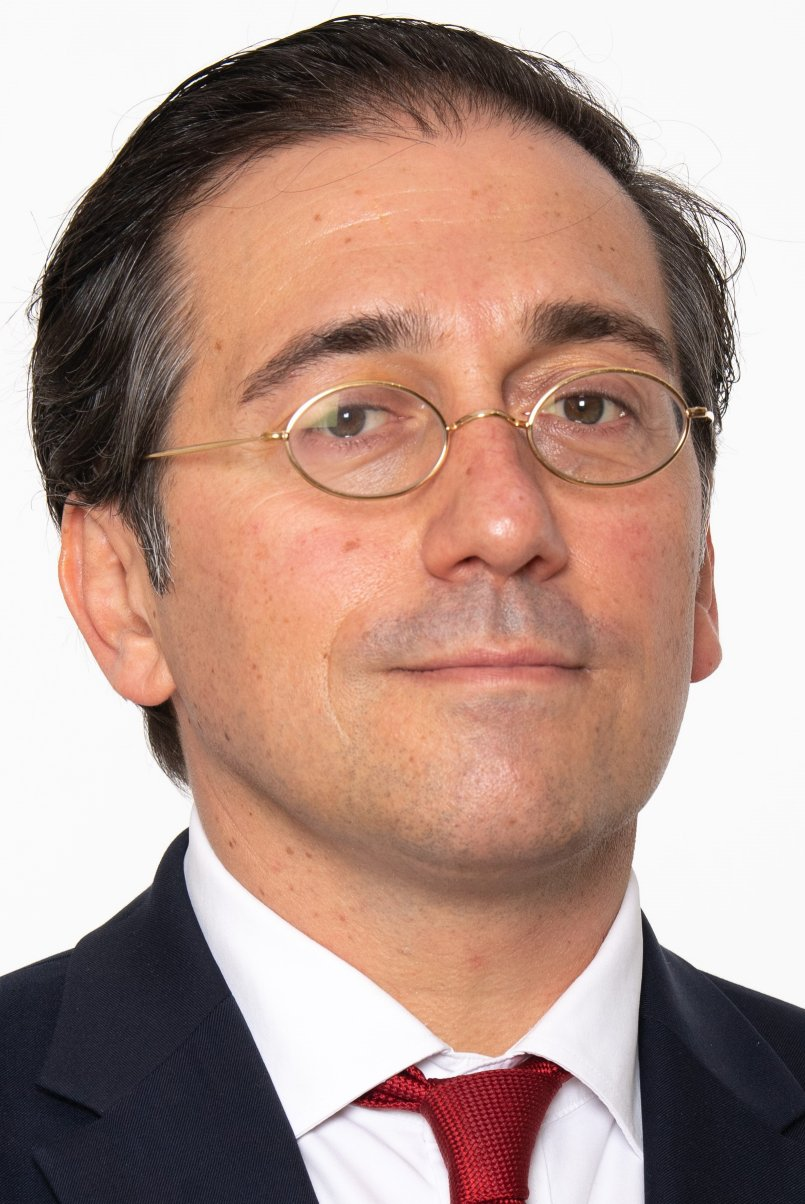
Хосе Мануель Альбарес, чинний міністр закордонних справ.

## Структура
Міністерство закордонних справ, Європейського Союзу та співробітництва організовано у наступні вищі органи:
- Державний секретаріат із закордонних та глобальних справ.
  - Генеральний директорат із зовнішньої політики та безпеки.
  - Генеральний директорат з питань Організації Об'єднаних Націй, міжнародних організацій та прав людини.
  - Генеральний директорат з питань Магрибу, Середземномор'я та Близького Сходу.
  - Генеральний директорат з питань Африки.
  - Генеральний директорат з питань Північної Америки, Східної Європи, Азії та Тихоокеанського регіону.
- Державний секретаріат з питань Європейського Союзу.
  - Генеральний секретаріат з питань Європейського Союзу.
    - Генеральний директорат з інтеграції та координації загальних справ Європейського Союзу.
    - Генеральний директорат з координації внутрішнього ринку та інших європейських політик.

  - Генеральний директорат з питань Західної, Центральної та Південно-Східної Європи.
- Державний секретаріат з міжнародного співробітництва.
  - Генеральний директорат з політики сталого розвитку.
- Державний секретаріат з питань Іберо-Америки та Карибського басейну та іспанської мови у світі.
  - Генеральний директорат з питань Іберо-Америки та Карибського басейну.
  - Генеральний директорат з питань іспанської мови у світі.
- Підсекретаріат закордонних справ, Європейського Союзу та співробітництва.
  - Технічний генеральний секретаріат.
  - Генеральний директорат із зовнішньої служби.
  - Генеральний директорат з питань іспанців за кордоном та консульських справ.
  - Генеральний директорат з протоколу, канцелярії та орденів; очолюється Представник послів.
- Генеральний директорат з економічної дипломатії.
- Генеральний директорат з комунікації, публічної дипломатії та медіа, традиційно відомий як Офіс дипломатичної інформації.
- Офіс з міграційних питань.

### Агентства
- Іспанське агентство з міжнародного співробітництва з метою розвитку.
- Інститут Сервантеса.
- Благодійна організація Святих місць в Єрусалимі.